# All Over the Place (album)
Az All Over The Place brit rapper KSI második stúdióalbuma, amely 2021. július 16-án jelent meg az RBC és BMG kiadókon keresztül. Az albumon közreműködött Future, 21 Savage, Yungblud, Polo G, Anne-Marie, Digital Farm Animals, Craig David, Jay1, Deno, Gracey, Bugzy Malone, Rico Love, Lil Durk és S-X. Három kislemez jelent meg az All Over The Place-ről: a Really Love, a Don't Play és a Patience. A negyedik kislemez, amely az album Platinum Edition verzióján szerepel, a Holiday volt. A Brit Hanglemezgyártók Szövetségétől (BPI) arany minősítést kapott 2022 januárjában.

## Megjelenés
2021 februárjában KSI egyik YouTube videójának végén véletlenül kiszivárogtatta második albumának borítóját és annak címét.
KSI 2021. április 26-án jelentette be közösségi média oldalain, hogy második stúdióalbumának címe All Over The Place lesz és 2021. június 16-án fog megjelenni. Az album elérhető lett előrendelésre és a számlistát is bejelentették. Akik előrendelték az albumot vehettek KSI Wembley Arénában tartott koncertjére jegyeket.

## Kislemezek
A Really Love volt az album első kislemeze Craig David és Digital Farm Animals közreműködésével. 2020. október 23-án jelent meg digitális letöltésként és streaming platformokon a RBC és BMG kiadókon keresztül. A dal harmadik helyig jutott a Brit kislemezlistán és ezüst minősítést kapott a Brit Hanglemezgyártók Szövetségétől (BPI). Magyarországon 25. volt a legmagasabb pozíciója. A dalhoz megjelent egy télies videóklip is.
A Don't Play, amely közreműködés Anne-Marie-vel és Digital Farm Animals-zel, 2021. január 15-én jelent meg az album második kislemezeként, digitális letöltésként és streaming platformokon az RBC és BMG kiadókon keresztül. Egy videóklip is megjelent a dalhoz. A kislemez második helyig jutott a Brit kislemezlistán és ezüst minősítést kapott a Brit Hanglemezgyártók Szövetségétől (BPI), míg 14 további országban szerepelt a slágerlistákon. Magyarországon 20. lett.
A Patience volt az album harmadik kislemeze, amelyen közreműködött Yungblud és Polo G. Digitális letöltésként és streaming platformokon jelent meg az RBC és BMG kiadókon keresztül, 2021. március 12-én. Három nappal később megjelent a videóklip a dalhoz. Harmadik helyig jutott a Brit kislemezlistán, míg Magyarországon a Single Top 40 listán 14. lett.
| Cím                                                                | Megjelenés         | Slágerlista | Slágerlista | Slágerlista | Slágerlista | Slágerlista | Slágerlista | Slágerlista | Slágerlista | Slágerlista | Slágerlista        | Minősítés    |
| Cím                                                                | Megjelenés         | UK          | CAN         | Eur.        | HUN         | NET         | NZ          | SCO         | IRE         | US          | US Dance/ Electro. | Minősítés    |
| ------------------------------------------------------------------ | ------------------ | ----------- | ----------- | ----------- | ----------- | ----------- | ----------- | ----------- | ----------- | ----------- | ------------------ | ------------ |
| Really Love (Craig David és Digital Farm Animals közreműködésével) | 2020. október 23.  | 3           | –           | 2           | 25          | –           | 7           | 2           | 18          | –           | 8                  | - BPI: Arany |
| Don't Play (Anne-Marie és Digital Farm Animals közreműködésével)   | 2021. január 15.   | 2           | –           | 4           | 20          | 20          | 4           | –           | 9           | –           | 18                 | - BPI: Arany |
| Patience (Yungblud és Polo G közreműködésével)                     | 2021. március 12.  | 3           | 94          | 2           | 14          | 8           | 4           | –           | 8           | –           | –                  | - BPI: Ezüst |
| Holiday                                                            | 2021. június 18.   | 2           | 57          | 3           | –           | –           | 16          | –           | 2           | –           | –                  | - BPI: Ezüst |
| Swerve                                                             | 2021. július 2.    | 69          | –           | –           | –           | –           | 36          | –           | 95          | –           | –                  |              |
| Lose                                                               | 2021. augusztus 6. | 18          | 61          | 8           | 18          | 10          | 35          | –           | 20          | 86          | –                  |              |

## Számlista
| All Over the Place | All Over the Place                                                 | All Over the Place | All Over the Place | All Over the Place | All Over the Place | All Over the Place | All Over the Place | All Over the Place | All Over the Place |
|                    | Cím                                                                | Szerző(k) | Hossz              |                    |                    |                    |                    |                    |                    |
| ------------------ | ------------------------------------------------------------------ | --- | ------------------ | ------------------ | ------------------ | ------------------ | ------------------ | ------------------ | ------------------ |
| 1.                 | The Moment                                                         | Olajide Olatunji Sam Gumbley | 2:42               |                    |                    |                    |                    |                    |                    |
| 2.                 | Number 2 (Future és 21 Savage közreműködésével)                    | Olatunji Nayvadius Wilburn Shéyaa Bin Abraham-Joseph Diego Avendano Joel Banks Matthew Banks Taylor Banks Jamal Rashid Nana Rogues Joseph Chambers Gumbley Richard Butler Jr. Ivory Scott Aaron Ferrucci | 2:53               |                    |                    |                    |                    |                    |                    |
| 3.                 | Patience (Yungblud és Polo G közreműködésével)                     | Olatunji Dominic Harrison Taurus Bartlett Matt Schwartz Nicholas Gale George Tizzard Richard Parkhouse James Bell Gumbley Avendano Yoshiya Ady Peter Jideonwo                                            | 3:01               |                    |                    |                    |                    |                    |                    |
| 4.                 | You                                                                | Olatunji Gale Mustafa Omer James Murray Gumbley Butler Jr. | 3:32               |                    |                    |                    |                    |                    |                    |
| 5.                 | Don’t Play (Anne-Marie és Digital Farm Animals közreműködésével)   | Olatunji Anne-Marie Nicholson Gale Omer Murray Andrew Murray Gumbley Richard Boardman Pablo Bowman | 3:08               |                    |                    |                    |                    |                    |                    |
| 6.                 | Really Love (Craig David és Digital Farm Animals közreműködésével) | Olatunji Craig David Gale Omer Murray Uzoechi Emenike Aminata Kabba Ashley Livingstone Paul Newman Eugene Nwohia Ronald Nwohia Steve Wickham                                                             | 2:57               |                    |                    |                    |                    |                    |                    |
| 7.                 | Gang Gang (Jay1 és Deno közreműködésével)                          | Olatunji Jason Juami Deno Mebrahitu Ehijie Ohiomoba Jacob Manson Emmanuel Isong Gumbley | 2:43               |                    |                    |                    |                    |                    |                    |
| 8.                 | Rent Free (Gracey közreműködésével)                                | Olatunji Grace Barker Thomas Bell Adrian McLeod | 2:44               |                    |                    |                    |                    |                    |                    |
| 9.                 | Madness                                                            | Olatunji Mozis Aduu Gumbley | 2:58               |                    |                    |                    |                    |                    |                    |
| 10.                | Silly (Bugzy Malone közreműködésével)                              | Olatunji Aaron Davis Ellis Taylor Gumbley | 2:46               |                    |                    |                    |                    |                    |                    |
| 11.                | Flash It (Rico Love közreműködésével)                              | Olatunji Butler Jr. Donovan Bennett Gumbley | 3:24               |                    |                    |                    |                    |                    |                    |
| 12.                | No Time (Lil Durk közreműködésével)                                | Olatunji Durk Banks Avendano Rashid Gumbley | 3:00               |                    |                    |                    |                    |                    |                    |
| 13.                | No Pressure                                                        | Olatunji Jahmere Tylon Joseph Gosling | 2:18               |                    |                    |                    |                    |                    |                    |
| 14.                | Sleeping with the Enemy (S-X közreműködésével)                     | Olatunji Gumbley Ady Dillon Deskin William Egan IV | 2:25               |                    |                    |                    |                    |                    |                    |
| 40:40              |                                                                    | |                    |                    |                    |                    |                    |                    |                    |

| All Over the Place (Platinum VIP Edition) | All Over the Place (Platinum VIP Edition)      | All Over the Place (Platinum VIP Edition)          | All Over the Place (Platinum VIP Edition) | All Over the Place (Platinum VIP Edition) | All Over the Place (Platinum VIP Edition) | All Over the Place (Platinum VIP Edition) | All Over the Place (Platinum VIP Edition) | All Over the Place (Platinum VIP Edition) | All Over the Place (Platinum VIP Edition) |
|                                           | Cím                                            | Szerző(k)                                          | Hossz                                     |                                           |                                           |                                           |                                           |                                           |                                           |
| ----------------------------------------- | ---------------------------------------------- | -------------------------------------------------- | ----------------------------------------- | ----------------------------------------- | ----------------------------------------- | ----------------------------------------- | ----------------------------------------- | ----------------------------------------- | ----------------------------------------- |
| 14.                                       | Holiday                                        | Olatunji Gale Jake Gosling                         | 3:13                                      |                                           |                                           |                                           |                                           |                                           |                                           |
| 15.                                       | Sleeping with the Enemy (S-X közreműködésével) | Olatunji Gumbley Ady Dillon Deskin William Egan IV | 2:25                                      |                                           |                                           |                                           |                                           |                                           |                                           |
| 16.                                       | Swerve (Jay1, KSI közreműködésével)            | Olatunji Juami Raoul Chen Bryan du Chatenier       | 2:25                                      |                                           |                                           |                                           |                                           |                                           |                                           |
| 46:18                                     |                                                |                                                    |                                           |                                           |                                           |                                           |                                           |                                           |                                           |

| Hanglemez kiadás | Hanglemez kiadás                                      | Hanglemez kiadás        | Hanglemez kiadás | Hanglemez kiadás | Hanglemez kiadás | Hanglemez kiadás | Hanglemez kiadás | Hanglemez kiadás | Hanglemez kiadás |
|                  | Cím                                                   | Szerző(k)               | Hossz            |                  |                  |                  |                  |                  |                  |
| ---------------- | ----------------------------------------------------- | ----------------------- | ---------------- | ---------------- | ---------------- | ---------------- | ---------------- | ---------------- | ---------------- |
| 13.              | Smoke (Nevve közreműködésével, a No Pressure helyett) | Olatunji Julia Thompson | 3:07             |                  |                  |                  |                  |                  |                  |
| 41:29            |                                                       |                         |                  |                  |                  |                  |                  |                  |                  |

| Deluxe | Deluxe                                          | Deluxe                                                                              | Deluxe | Deluxe | Deluxe | Deluxe | Deluxe | Deluxe | Deluxe |
|        | Cím                                             | Szerző(k)                                                                           | Hossz  |        |        |        |        |        |        |
| ------ | ----------------------------------------------- | ----------------------------------------------------------------------------------- | ------ | ------ | ------ | ------ | ------ | ------ | ------ |
| 17.    | Little Bit Of Fun (Anne-Marie közreműködésével) | Olatunji Nicholson Bell McLeod Abby Keen                                            | 2:38   |        |        |        |        |        |        |
| 18.    | Know You (S-X és AJ x J1 közreműködésével)      | Olatunji Gumbley Joshua Somerkun Phinehas Waweru Gale                               | 2:28   |        |        |        |        |        |        |
| 19.    | Smoke (Nevve közreműködésével)                  | Olatunji Jono Schnell William Rappaport Michelle Buzz                               | 3:13   |        |        |        |        |        |        |
| 20.    | Jimmy Neutron                                   | Olatunji Adnan Khan Mark Lwamusai                                                   | 2:58   |        |        |        |        |        |        |
| 21.    | Lose (Lil Wayne-nel)                            | Olatunji Dwayne Carter Jr. Gale Scott Gumbley Jideonwo David Snyder Jochanan Samana | 2:58   |        |        |        |        |        |        |
| 61:00  |                                                 |                                                                                     |        |        |        |        |        |        |        |

## Közreműködő előadók
A Genius és a Tidal adatai alapján.
| - KSI – vokál (összes), dalszerző (összes), taps (14) - S-X – producer (1, 12, 15), dalszerző (1–5, 7, 9–12, 15), hangmérnök (5), vokál (15) - Adam Lunn – hangmérnök (1, 2, 4, 6–13, 15) - Joe LaPorta – hangmérnök (1–4, 7–15) - Niko Marzouca – hangmérnök (1, 2, 7–15) - Rob MacFarlane – hangmérnök (1, 2, 4, 5, 7–13, 15) - Robert Marks – hangmérnök (1, 2, 7–13, 15) - Future – dalszerző (2), vokál (2) - 21 Savage – dalszerző (2), vokál (2) - Diego Ave – producer (2, 12), dalszerző (2, 3, 12) - Bankroll Got It – producer (2), dalszerző (2) - Mally Mall – producer (2, 12), dalszerző (2, 12) - Nana Rogues – producer (2), dalszerző (2) - Chambers – producer (2), dalszerző (2) - Rico Love – dalszerző (2, 4, 11), vokál (11) - Ivory Scott – dalszerző (2) - Aaron Ferrucci – dalszerző (2) - Kevin Grainger – hangmérnök (2, 5–13, 15) - Matt Schwartz – dalszerző (3), producer (3), hangmérnök (2, 7–13) - Yungblud – dalszerző (3), vokál (3) - Polo G – dalszerző (3), vokál (3) - Digital Farm Animals – producer (4–6), dalszerző (3–6, 14), basszus (5), dobok (5), billentyűk (5), ütőhangszerek (5, 14), zongora (5), programozás (5), hangeffekt (5), vonós hangszerek (5), szintetizátor (5), háttérének (14), taps (14) - Red Triangle – dalszerző (3) - Yami – dalszerző (3) - Yoshi – producer (15), dalszerző (3, 15) - Peter Jideonwo – dalszerző (3) - John Hanes – hangmérnök (3, 4) - Serban Ghenea – hangmérnök (3, 4) - Mojam – producer (4–6), dalszerző (4–6), dobok (5), billentyűk (5), programozás (5), hangeffekt (5), szintetizátor (5) - Anne-Marie – dalszerző (5), vokál (5) - Andrew Murray – dalszerző (5), hárfa (5), vonós hangszerek (5) | - Richard Boardman – dalszerző (3) - Pablo Bowman – dalszerző (3) - Cameron Gower Poole – hangmérnök (5) - Craig David – dalszerző (6), vokál (6) - MNEK – dalszerző (6) - KABBA – dalszerző (6) - Ashley Livingstone – dalszerző (6) - Paul Newman – dalszerző (6) - Eugene Nwohia – dalszerző (6) - Ronald Nwohia – dalszerző (6) - Steve Wickham – dalszerző (6) - Deno – dalszerző (7), vokál (7) - Jay1 – dalszerző (7), vokál (7) - AJ Productions – producer (7), dalszerző (7) - Jacob Manson – producer (7), dalszerző (7) - Eight9FLY – dalszerző (7) - Gracey – dalszerző (8), vokál (8) - Toddla T – producer (8), dalszerző (8) - Adrian McLeod – dalszerző (8) - M1 on the Beat – producer (9), dalszerző (9) - Bugzy Malone – dalszerző (10), vokál (10) - Toddla T – producer (10), dalszerző (10) - Don Corleon – producer (11), dalszerző (11) - Lil Durk – dalszerző (12), vokál (12) - Ayo Beatz – producer (13), dalszerző (13) - Joseph Gosling – dalszerző (13) - Jake Gosling – producer (14), dalszerző (14), dobok (14), billentyűk (14), taps (14), ütőhangszerek (14), programozás (14) - William Vaughan – dalszerző (14), electric guitar (14) - Matthew Brettle – dobok (14), guitar (14), ütőhangszerek (14), programozás (14), hangmérnök (14) - Geoff Swan – hangmérnök (14) - Dillon Deskin – dalszerző (15) - William Egan IV – dalszerző (15) |

## Slágerlisták
| Slágerlista (2021)                        | Legmagasabb pozíció |
| ----------------------------------------- | ------------------- |
| Ausztrál albumlista (ARIA)                | 6                   |
| Belga albumlista (Ultratop Flanders)      | 6                   |
| Brit albumlista (OCC)                     | 1                   |
| Brit független albumlista (OCC)           | 1                   |
| Brit R&B-albumlista (OCC)                 | 1                   |
| Dán albumlista (Hitlisten)                | 5                   |
| Finn albumlista (Suomen virallinen lista) | 17                  |
| Holland albumlista (Album Top 100)        | 12                  |
| Ír albumlista (OCC)                       | 2                   |
| Izlandi albumlista (Plötutíðindi)         | 7                   |
| Kanadai albumlista (Billboard)            | 16                  |
| Litván albumlista (AGATA)                 | 7                   |
| Norvég albumlista (VG-lista)              | 3                   |
| Osztrák albumlista (Ö3 Austria)           | 39                  |
| Skót albumlista (OCC)                     | 1                   |
| Svájci albumlista (Schweizer Hitparade)   | 57                  |
| Svéd albumlista (Sverigetopplistan)       | 13                  |
| US Billboard 200                          | 94                  |
| US Független albumok (Billboard)          | 17                  |
| Új-Zéland-i Albumok (RMNZ)                | 5                   |

| Slágerlista (2021)    | Pozíció |
| --------------------- | ------- |
| Brit albumlista (OCC) | 46      |

## Minősítések
| Régió                    | Minősítés  | Példányszám |
| ------------------------ | ---------- | ----------- |
| Egyesült Királyság (BPI) | Aranylemez | 100,000     |